# Vicente Chiralt y Selma
Vicente Chiralt y Selma (Valencia, 29 de marzo de 1831-Sevilla 28 de octubre de 1911) fue un médico y político español afiliado al partido liberal. Desempeñó el cargo de concejal del ayuntamiento de Sevilla en varias ocasiones y fue alcalde de la ciudad entre el 8 de noviembre de 1909 y el 4 de enero de 1910.

## Biografía
Se licenció en Medicina en 1851, obteniendo el título de doctor en 1870 otorgado por la Escuela Libre de Medicina y Cirugía de Sevilla. Ingresó como médico militar en 1857, siendo destinado a Melilla y posteriormente a Sevilla. Cursó la especialidad de oftalmología y participó en la actividad política de la restauración como miembro del Partido Liberal cuyo jefe local era Pedro Rodríguez de la Borbolla. Fue nombrado académico de la Real Academia de Buenas Letras de Sevilla y presidente del Colegio de Médicos de la misma ciudad. 
Publicó diferentes libros y artículos relacionados con la oftalmología y medicina, algunos editados por la Revista de medicina y cirugía práctica. Entre ellos: Topografía médica de las Islas Chafarinas,  La higiene de la vista, Método de extracción de la catarata, Método operatorio del simbléfaron, Método operatorio de granulaciones palpebrales, Método operatorio del pterigión y proceder operatorio de las cataratas secundarias con instrumento de su invención. 